# 古代漢語語法
古代漢語語法概指現代漢語語法成型之前歷史上的古漢語形式（尤其是上古、中古漢語以及書面語文言文）的詞法和句法體系。以上古汉语为例，其大致范围囊括了春秋末期（公元前5世纪初）到秦朝建立之时（公元前221年）的汉语形式，这一时期的汉语也成为了日后文言文的前身。而在广义上，“上古汉语”一词则可指代从西周一直到东汉末年（公元220年）期间的汉语。 其后，由前者脱离口语发展而来的“文言文”则成为了随后中国历史上直到新文化运动前中的绝大部分时期所使用的通用书面语形式（西方汉学家亦称其为“书面汉语”(Literary Chinese)）。这期间，其语法虽大体不变也多随着口头语所产生的变化而衍生出多种不同的体裁，故本文重点讨论古典时期的文言（春秋末至秦汉）所使用的语法。
本文遵循大部分学者们的做法而以现代普通话的汉字读法为基准，但古汉语的书面本身则可以使用任何其他现代中文变体和方言的汉字文读音来被阅读（如港澳地区通常以粤语的标准读法来朗诵文言文）。事实上，一些非汉语族语言中的音读读法（如日朝越语）甚至是重建后的古代汉字读音也被普遍用于阅读书面汉语。
对比当代的书面白话文，文言文与之最为显着的区别之一便是文言文中较少使用由双字或多字构成的词组；而几乎所有的基本词汇都仅由一个汉字组成。这与白话文形成了鲜明对比，在白话文中，二字词乃至多字词都极为常见。这种现象存在的部分原因被认为与汉语音系的简化有关：随着历史上汉语音系的变化，汉字的读音被不断简化和合并，由此产生了大量的同音字，而复合词汇则被视为消除歧义的解决办法之一。

## 概述
长期以来，漢語文言文就一直以缺乏屈折形态上的变化这一特性而闻名：汉语中的名词和形容词并不通过性、数、格等方式进行屈折变化；其动词也不以人称、时态、语态等来变位。然而，文言文的语法中存在一些除上述之外的其他派生变化方式，这包括合成、疊詞等，或许还有接辭，但这些派生变化在形态上并不那么丰富。除此之外，詞類轉換在文言文的语法体系中也被广泛使用。
和现代汉语一样，文言文的基本语序也是主谓宾（Subject-Verb-Object, SVO），但也有例外：在一些特殊情况下会出现VS、OV词序。在文言文中，主语和宾语的使用都不是必须的，故而当其含义可通过上下文而被理解时，代词本身则通常会被省略掉，且文言文的大部分句式中几乎都不使用系词。
在名词短语中，指示词、量化限定词、形容词、所有词以及关系从句位于中心名词之前，而基数词则可以出现在它们所修饰名词的之前或之后。在动词短语中，副词通常出现在动词之前。文言文使用後置介詞，并在連動結構中使用动介词。在一些英语语境下倾向于使用從屬子句的场景中，古典汉语更倾向于大量使用意合。但文言文的语法亦允许从属子句的使用。这些从属子句一些出现在主句之前，而另一些则出现在主句之后。此外，助詞在句子的结尾处中被大量使用。
文言文中的两个简单并列名词可以通过连词来连接，但并非总是如此。一些句式中存在习惯性省略连词的用法，加之所有词占有结构中的两个名词并不总是标明其功能，使之可能产生歧义：如“山林”一词就可能同时指代“山和森林”或“ 山的森林”。
由于缺乏屈折形态，古典汉语在很大程度上是一种零标记语言，但所有词和关系从句则通常使用助词进行依存标记。
否定是通过在动词前放置否定助词来实现的。一般疑问句用句尾助词标记，而特殊疑问句则用原位疑问代词进行标记。被动结构在文言文中被普遍使用，但被动结构有时与主动结构之间没有标记上的区别，至少在书面上如此。
文言文的词汇在传统上可分为两大类：“实字”和“虚字”。古典汉语语法学者对于如何进一步准确划分这两个类别存在明显分歧，但使用与拉丁语类似的分类体系（名词、形容词、动词、代词等）进行分类已经很常见。但因文言文中的不少单词可以用作多个词性（如下所示），这一做法仍然存在争议。

## 詞類轉換
- 形容词用作名词：、意为：“圣人变得更加神圣”
- 形容词用作动词：、意为：“好地方不会永远存在下去”
- 形容词用作副词：、意为：“白白地浪费”
- 名词用作动词： 、意为：“顺着河流而向东划行”
- 名词用作狀語：、意为：“（狼）像狗那般坐在前面”
- 动词用作名词（较罕见）：、意为：“乘着奔腾的马与风”
- 动词用作副词（较罕见）：、意为：“自发主动地割地”

## 动词
相较英语及现代汉语白话文中动词的主动和被动语态，文言文中的动词则根据动词和宾语之间的关系有着多种用法。这些用法分为“意动用法”、“使动用法”、“为动用法”以及“被动用法”。这其中除了动词的被动用法之外，动词在不同的语态下不会改变形式。
在下列示例中，括号内的词句不会出现在原文句子中。

### 意动用法
在文言文中，名词或形容词用作动词或形容词的情况很常见，而这其中的大多数情况都涉及动词的意动用法。该用法的一个特点是，原本是动词的单词不再具有与之前相同的用法。此外，名词和形容词的意动用法各自在含义上也略有不同。

对于名词来说，它成为了动词并表示主语所做的动作，以“视（宾语）为+（变成动词后的名词）”（文言文中的语序为：变成动词后的名词+宾语）的形式表明主语对宾语的看法。
父󠄁
父亲
利
(觉得有)利
其 然 也
那件事情
(因为他被邀请)
父亲觉得(他被邀请)那件事情有利。

对于形容词来说，它在句型结构上与名词的意动用法一致，但其多用于对宾语的观察而不是主语对前者的动作。
漁
漁
人
人
甚
非常
異
(觉得有)异
之
这件事情
(因为这里有一片美丽的土地)
渔人觉得(这里有一片美丽的土地)这件事情非常有异常。

### 使动用法
在使动用法中，名词、动词和形容词在大致用法上一致，但含义上有些许不同。

名词在使动用法中意为：“使某人某事成为（名词）”。 例如：
先
先
破
攻破
秦
秦
入
进入
咸陽
咸阳
者󠄁
的人
王
(使...成为)王
之
他
先攻破秦并进入咸阳的人将成为王。

与之相对的，动词在使动用法中意为：“使某人某事做（动词）”。例如：
泣
(使...做)哭泣
孤舟
孤舟
之
的
嫠婦󠄁
寡妇
(因为音乐很悲伤)
(因为音乐很悲伤)使孤舟上的寡妇哭泣。
形容词在使动用法中意为：“使某人某事成为某种状态（形容词）”。 例如：
旣
既然
來
来
之，
这，
則
就
安
(让...)安
之
这
既然来到这里，就让(某人)在这里安定。

### 为动用法
以下例句中展示了“为动用法”中动词的使用方式。如：
- 表达基于某个目的或目标的动作。例如：

等
都是
死，
死，
死
(为...而)死
國
国家
可
可以
乎？
吗
既然都是死，为什么不为国家而死？
- 表达因为某个特定原因的动作。例如：

便󠄁
便
苦
受苦
咳嗽
(因为)咳嗽
便因为咳嗽而受苦。
- 表达为宾语而做的某件事情。例如：

自
自己
序
写序
其
(为)那
詩
诗
（某人）自己为那首诗写了序。
- 表达对宾语而采取的某个行动。例如：

泣
哭泣
之
它
三
三
日
天
哀悼这件事情三天。

## 代詞
文言文中的代词可分为以下几组：
- 人称代词，如：吾（意为“我”）、汝（意为“你”）
- 指示代词，如：此/斯/茲（意为“这里”/“这个”/“这些”）、彼/夫/其（意为“那里”/“那个”/“那些”）、是/之（多用于回指，意同“此/斯/茲”）
- 相互代词，如：彼此（意为“相互之间”）
- 反身代词，如：己/自/身/躬（意为“自己”）
- 疑问代词，如：誰/何（意为“谁/什么”）
- 不定代词，如：他（意为“其他的人或事物”）、某（意为“某人/某物/某事”）、人（意为“某个人”）、人人（意为“每个人/大家”）、諸󠄀（意为“各位”）

### 人称代词
| 第一人稱 | 吾、我、余、予、朕󠄂       |
| 第二人稱 | 爾、汝/女、而、若        |
| 第三人稱 | 之（宾格）、其（所有格） |

文言文中的一些人称代词通常不区分单复数，如“我”既可以表示“我”也可用于表示“我们”。此外，文言文中不存在专门的第三人称主格代词，但一些用于指代远端事物的指示代词（彼）和回指指示代词（是）经常被用于扮演该角色。

#### 演变
| 數/格 | 數/格    | 商代及早周時期                                                           | 春秋戰國（文言文前身）                                 | 南北朝時期至隋唐                        |
| ----- | -------- | ------------------------------------------------------------------------ | ------------------------------------------------------ | --------------------------------------- |
| 單數  | 第一人稱 | 余 *la, 予 *laʔ, 朕󠄂 *lrəmʔ                                               | 我 *ŋˤajʔ, 吾 *ŋˤa（仅主格和所有格), 余 *la, 予 *laʔ   | 我 ngaX, 吾 ngu                         |
| 單數  | 第二人稱 | 汝/女 *naʔ, 乃 *nˤəʔ                                                     | 爾 *neʔ, 汝/女 *naʔ, 而 *nə, 若 *nak                   | 爾 nejX, 汝/女 nyoX, 伱 nejX            |
| 單數  | 第三人稱 | 厥 *kot (所有格), 之 *tə (賓格), 其 *gə (所有格), 第三人称主格代词不存在 | 之 *tə (賓格), 其 *gə (所有格)，第三人称主格代词不存在 | 其 gi, 渠 gjo; 伊 ’jij, 之 tsyi, 他 tha |
| 複數  | 第一人稱 | 我 *ŋˤajʔ                                                                | 與單數代詞相同                                         | 單數形式 + 等 tongX, 曹 dzaw, 輩 pwojH  |
| 複數  | 第二人稱 | 爾 *neʔ                                                                  | 與單數代詞相同                                         | 單數形式 + 等 tongX, 曹 dzaw, 輩 pwojH  |
| 複數  | 第三人稱 | 不適用                                                                   | 與單數代詞相同                                         | 單數形式 + 等 tongX, 曹 dzaw, 輩 pwojH  |

## 书目
- Aldridge, Edith. Battistella, Edwin; Schilling, Natalie , 编.  (PDF). Language and Linguistics Compass: Historical Linguistics (John Wiley and Sons Ltd.). 2013, 7 (1): 58–77  [2016-01-30]. doi:10.1111/lnc3.12007. （原始内容 (PDF)存档于2020-08-29）.
- Barnes, Archie; Starr, Don; Ormerod, Graham. . Great Britain: Alcuin Academics. 2009. ISBN 978-1904623748.
- Dawson, Raymond. . Oxford: Clarendon Press. 1984. ISBN 978-0-19-815460-0 （英语）.
- Norman, Jerry. . Cambridge: Cambridge University Press. 1988. ISBN 0-521-29653-6.
- Peyraube, Alain. . Woodard, Roger  (编). . Cambridge, New York, Melbourne, Madrid, Cape Town, Singapore, São Paulo: Cambridge University Press. 2008. ISBN 978-0-521-56256-0.
- Pulleyblank, Edwin. . Vancouver: UBC Press. 1995. ISBN 0774805056.
- Schuessler, Axel. . Honolulu: University of Hawai'i Press. 2007. ISBN 978-0-8248-2975-9.
- Zádrapa, Lukáš. . Leiden and Boston: Brill. 2011. ISBN 9789004206311.

## 拓展阅读
- Gabelentz, Georg von der. . Leipzig: T. O. Weigel. 1881 （德语）. (Original from Harvard University) (Digitized 2008-10-13)
- Hé Lèshì 何乐士; Yáng Bójùn 杨伯峻. . Beijing: Yǔwén Chūbǎnshè 语文出版社. 1992. ISBN 7800063062 （中文）.
- Julien, Stanislas. . Paris: Librairie de Maisonneuve. 1869 （法语）. (Original from Oxford University) (Digitized 2007-07-03)
- Julien, Stanislas. . Paris: Librairie de Maisonneuve. 1870 （法语）. (Original from the University of California) (Digitized 2007-05-02)
- Rémusat, Abel. . Paris: Imprimerie Royale. 1822 （法语）. (Original from Harvard University)
- Unger, Ulrich. . Berlin: CrossAsia-eBooks. 2019  [2023-07-09]. ISBN 978-3-946742-60-9. doi:10.11588/xabooks.506. （原始内容存档于2023-07-09） （德语）.
- Yáng Qǐguó 杨启国. . Beijing: Jīngjì kēxué chūbǎnshè 经济科学出版社. 2016. ISBN 9787514165913 （中文）.
- Yì Mèngchún 易孟醇. . Changsha: Húnán jiàoyù chūbǎnshè 湖南教育出版社. 1989. ISBN 753550941X （中文）.